# Ückeritz
Ückeritz (pol. Wkrzyce), Seebad (pol. Kąpielisko) – gmina w Niemczech w kraju związkowym Meklemburgia-Pomorze Przednie, w powiecie Vorpommern-Greifswald, wchodzi w skład Związku Gmin Usedom-Süd.
Przez teren gminy przebiega droga krajowa B111.